# Attentato della stazione di Hadera
L'attentato della stazione di Hadera fu un attacco suicida di Hamas del 1994 contro un autobus passeggeri in partenza dalla stazione centrale degli autobus di Hadera per Tel Aviv, in Israele. Sei furono uccisi e 30 feriti. L'attacco avvenne esattamente una settimana dopo un altro attacco di Hamas, l'attentato al bus di Afula. Entrambi gli attacchi vennero motivati ufficialmente da Hamas come punizione per il massacro di Hebron dello stesso anno. L'attacco ebbe luogo durante lo Yom HaZikaron.
Il produttore di bombe di Hamas Yahya Ayyash costruì una bomba usando due chilogrammi di esplosivo di perossido di acetone fatto in casa. Il ventunenne Amar Salah Diab Amarna, originario di Ya'bad in Cisgiordania, venne selezionato per la missione.
La mattina del 13 aprile 1994, Amarna salì sull'autobus delle 9:30 per Tel Aviv. Alle 9:40 del mattino, mentre l'autobus stava uscendo dalla stazione, Amarna mise la borsa contenente la bomba sul pavimento dell'autobus, "dove le schegge potrebbero squarciare le arterie vitali nella zona inguinale", e la fece esplodere.
Mentre i soccorritori israeliani convergevano sulla scena dell'esplosione, un secondo tubo bomba esplose. Hamas poi rivendicò la responsabilità per l'attacco.

## Vittime[4]
- Bilha Butin, 49 anni;
- Rahamim Mazgauker, 34 anni;
- David Moyal, 26 anni;
- Daga Perda, 44anni;
- Sgt. Ari Perlmutter, 19 anni.